# Mohamed Tahar Ben Achour
Pour les articles homonymes, voir Achour.
Mohamed Tahar Ben Achour (arabe : محمد الطاهر بن عاشور), né en septembre 1879 à Tunis et mort le 12 août 1973 à La Marsa, est un théologien, professeur et recteur de l'université Zitouna. Il est le plus connu d'une grande lignée d'intellectuels, religieux et juristes de la famille Ben Achour.

## Biographie

### Formation
Il naît dans une famille de la haute bourgeoisie tunisoise : il est le petit-fils de deux hauts personnages de la Tunisie beylicale, Mohamed Tahar Ben Achour, mufti et naqib al-ashraf, et Mohammed Aziz Bouattour, Grand vizir de Tunis entre 1882 et 1907. Il commence par apprendre le Coran en 1885 avant d'intégrer la Zitouna en 1892. En 1898, il reçoit des cours de français et obtient en 1899 le diplôme du tatwi, créé cette année-là.

### Professeur
Il enseigne à la Zitouna à partir de 1903, accédant au grade de professeur de première catégorie en 1905, ainsi qu'au Collège Sadiki de 1905 à 1932 dont il devient aussi membre du conseil d'administration. En 1907, il est nommé délégué du gouvernement auprès du rectorat de la Zitouna. Membre de l'Académie arabe de Damas, de l'Académie de langue arabe du Caire et du comité directeur de la Khaldounia, il fait partie des membres fondateurs de la commission chargée de la réforme de la Zitouna.

### Figure religieuse

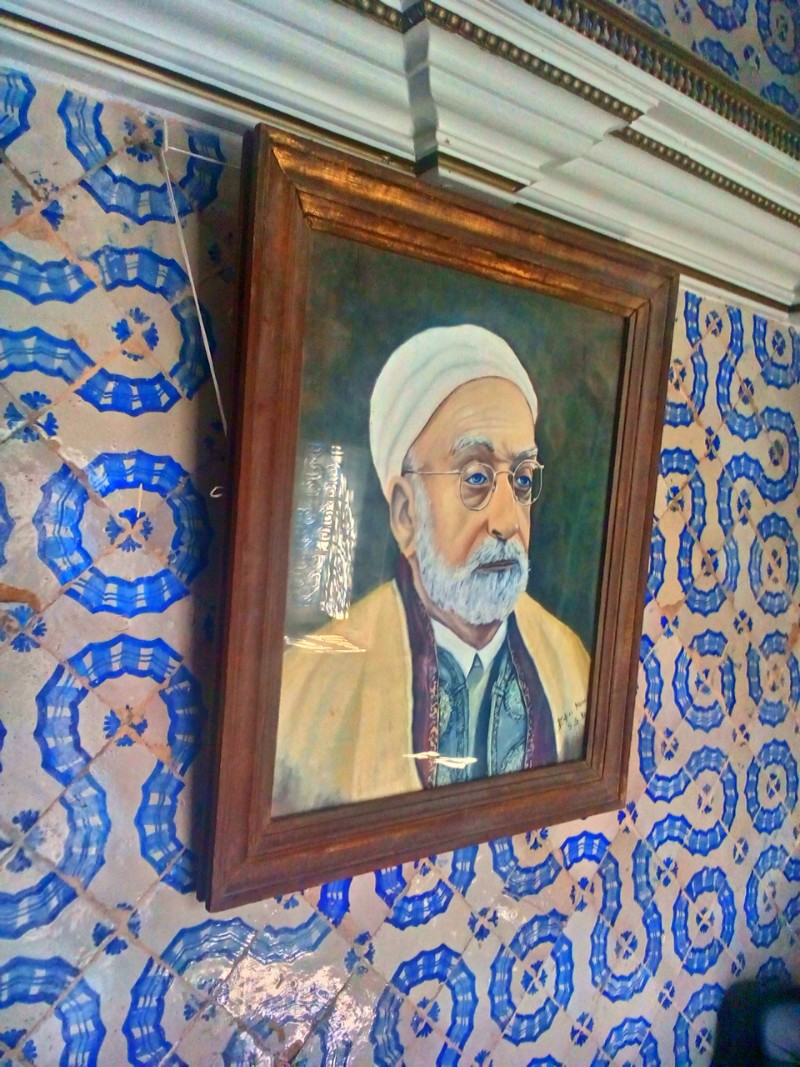
Peinture de portrait de Mohamed Tahar Ben Achour.

Il occupe par ailleurs diverses fonctions comme celle de cadi, de 1913 à 1923, puis de mufti malikite en 1923. En 1924, il est chargé des fonctions de bach mufti malikite par intérim, avant de se voir officiellement investi de cette charge en 1927 ; celle-ci est alors la plus haute dignité religieuse pour le rite malikite.
En 1932, la charge de Cheikh El Islam malikite est créée, Ben Achour étant le premier à l'occuper. La même année, il est nommé recteur de la mosquée Zitouna et de ses annexes, charge nouvellement créée. Il s'attelle alors à la mise en œuvre de ses idées réformatrices mais le camp des traditionalistes l'oblige à démissionner de ce poste en 1933. En 1945, il fait un retour triomphal à la mosquée et se voit nommé à nouveau recteur. Il reprend alors la mise en œuvre des réformes et préside la commission de réforme de la Zitouna aux côtés de plusieurs intellectuels de l'époque. Refusant les diktats des autorités, il est déchargé de l'exercice effectif de ses fonctions de recteur en 1952. Avec l'accession du pays à l'indépendance en 1956, l'université Zitouna est créée et Ben Achour en devient recteur jusqu'en 1960, date de sa mise à la retraite.

## Publications
Il est l'auteur d'une trentaine d'ouvrages religieux portant sur le droit musulman, la langue et la littérature arabe. Sa principale contribution reste sa monumentale exégèse du Coran, Ettahrir Wa Ettanouir, publiée en trente volumes, ce qui lui a valu de passer près d'une quarantaine d'années à la réalisation de cette œuvre ; il y préconise une méthode rigoureusement scientifique de l'exégèse. Parmi ses autres ouvrages figurent Maqased Achari’a, Les fondements du système social dans l'islam et Alaysa Assoubhou Biqarib. Dans ce dernier, il expose son programme de réforme de l'enseignement à l'université zitounienne.
Il est l'auteur de plusieurs ouvrages et articles fondamentaux de théologie et de linguistique arabe dont :

### Traités théologiques
- (ar) Les finalités de la législation islamique (مقاصد الشريعة الإسلامية)
- (ar) Les fondements du système social dans l'islam (أصول النظام الاجتماعي في الإسلام)
- (ar) L’aube n’est-elle pas proche ? (أليس الصبح بقريب)
- (ar) Waqf et ses effets en islam (الوقف و آثاره في الإسلام)
- (ar) Analyses et explications d'Al-Muwatta (كشف المغطى من المعاني و الألفاظ الواقعة في الموطأ)
- (ar) La naissance du Prophète (قصة المولد)
- (ar) Enquêtes et perspectives dans le Coran et la Sunna (تحقيقات و أنظار في القرآن و السنة)
- (ar) Commentaires du Hadîth (النظر الفسيح عند مضائق الأنظار في الجامع الصحيح)
- (ar) Les principes de la jurisprudence islamique (التوضيح و التصحيح لمشكلات كتاب التنقيح)
- (ar) De la jurisprudence et de la bonté linguistique (الإجتهادات الشرعية و اللطائف الأدبية)
- (ar) Ensemble de questions jurisprudentielles (مجموعة مسائل فقهية)
- (ar) Traité de jurisprudence islamique (النوازل الشرعية)
- (ar) Opinions d'Ijtihad (آراء اجتهادية)
- (ar) Les réponses (الفتاوى)
- (ar) Exégèse de la libération et de l’illumination (تفسير التحرير و التنوير)

### Traités linguistiques
- (ar) Les principes de l'éloquence arabe (أصول الإنشاء و الخطابة)
- (ar) De la rhétorique (موجز البلاغة)
- (ar) Commentaires des poèmes d'Al-Nābiġa al-D̠ubyānī (ديوان النابغة الذبياني)
- (ar) Commentaires linguistiques de la Mo'allaka d'Imrou'l Qays (شرح معلقة امرئ القيس)
- (ar) Dīwān Baššār ibn Burd : introduction et édition critique (ديوان بشار، مقدمة و تحقيق)
- (ar) Essais sur le sens des images poétiques chez Al-Mutanabbi (الواضح في مشكلات شعر المتنبي)
- (ar) Al-iqtiḍāb fī šarḥ Adab al-kuttāb : commentaires et édition critique (تحقيق و تصحيح لكتاب الاقتضاب في شرح أدب الكاتب لابن قتيبة لابن السيد البطليوسي)
- (ar) L'introduction à la grammaire attribué à Abou Mehrez al-Ahmar : commentaires et édition critique (تحقيق و تعليق على كتاب "مقدمة في النحو" المنسوب إلى أبي محرز خلف الأحمر)

### Essais
- (ar) L'Histoire des Arabes (تاريخ العرب)
- (ar) Des hommes illustres de la civilisation arabo-musulmane (فهرس في التعريف بعلماء أعلام)
- (ar) Les origines du progrès en Islam (أصول التقدم في الاسلام)

## Décorations et distinctions

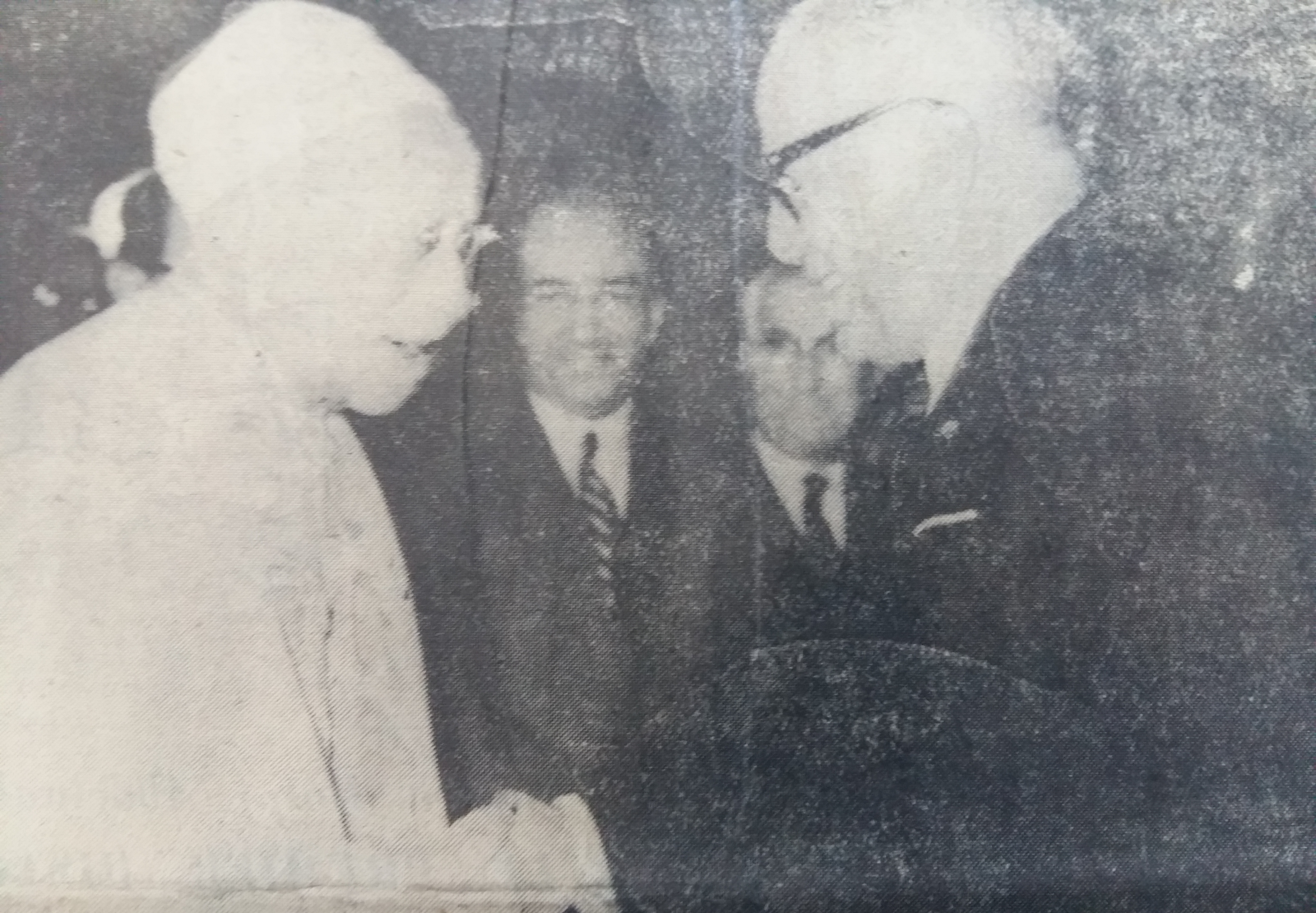
Habib Bourguiba félicitant Tahar Ben Achour en tant que lauréat du grand prix national de littérature.

- Grand officier de l'Ordre du Nichan Iftikhar (Tunisie)[2],[5] ;
- Grand officier de l'Ordre national du Mérite (Tunisie)[5] ;
- Lauréat du grand prix national de littérature.

## Héritage
Père de Mohamed Fadhel Ben Achour, il laisse une riche bibliothèque encore ouverte aux chercheurs et dont le conservateur n'est autre que son petit-fils, Mohamed El Aziz Ben Achour.